# Ladislav Hájik
Ladislav Hájik [ladislau hájik] (* 15. února 1926) byl slovenský fotbalový záložník.

## Hráčská kariéra
V československé lize hrál za Jednotu Košice, aniž by skóroval.

### Prvoligová bilance
| Ročník          | Zápasy | Góly | Minuty | Klub              |
| --------------- | ------ | ---- | ------ | ----------------- |
| I. liga 1946/47 | –      | 0    | –      | SK Jednota Košice |
| CELKEM I. LIGA  | –      | 0    | –      |                   |